# Ruský kříž

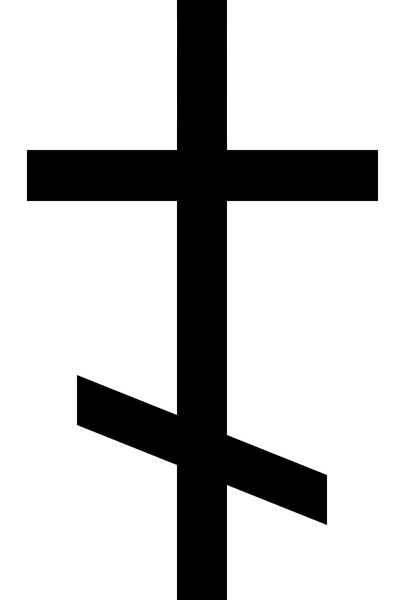
Ruský kříž

Ruský pravoslavný kříž je kříž se dvěma příčníky, z nichž vyšší je horizontální a delší a dolní je diagonální.

## Historie
Na moskevském církevním sněmu v roce 1654 patriarcha moskevský Nikon podpořil rozhodnutí nahradit osmikonečný (osmibodový) pravoslavný kříž (☦) šestibodovým ruským pravoslavným křížem, ale tento krok v kombinaci s některými dalšími změnami vyústil v rozkol Ruské pravoslavné církve. V 19. století byl ruský pravoslavný kříž použit na znaku Chersonské gubernie v Ruské říši, kde byl pojmenován jako „ruský kříž“. V Ruské pravoslavné církvi je naklonění spodní hrany ruského pravoslavného kříže považováno za příčku rovnováhy, jejíž jeden bod je vztyčen jako znamení dobrého lotra Svatého Dismase. Jiný ukřižovaný lotr, který se rouhal u Ježíše Krista, je označen dolním bodem příčníku, nakloněným směrem dolů.

## Galerie

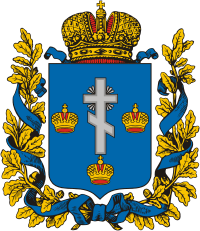
Na znaku Chersonské gubernie (19. století)
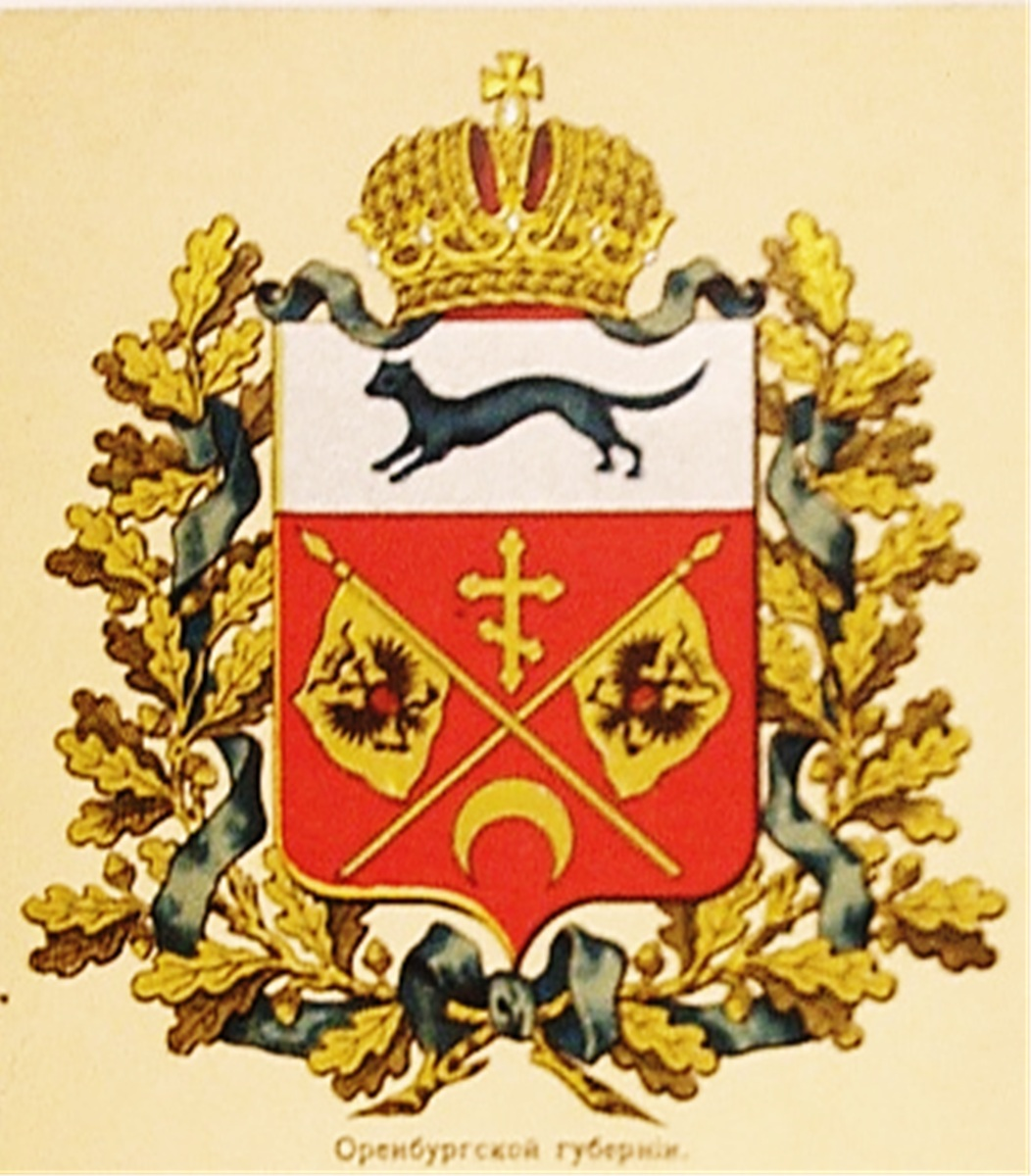
Znak Orenburgské gubernie (1856)
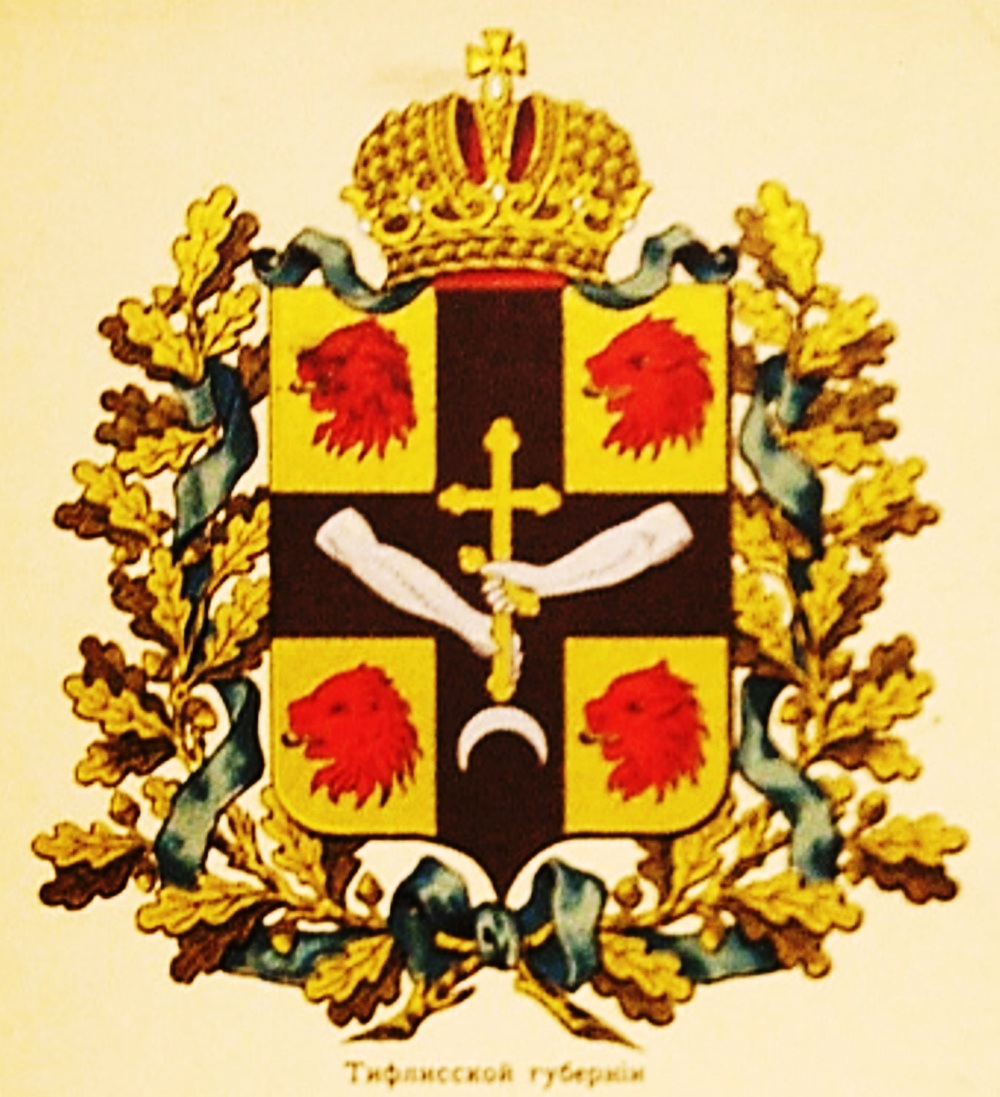
Znak Tifliské gubernie (1878, Ruská říše)
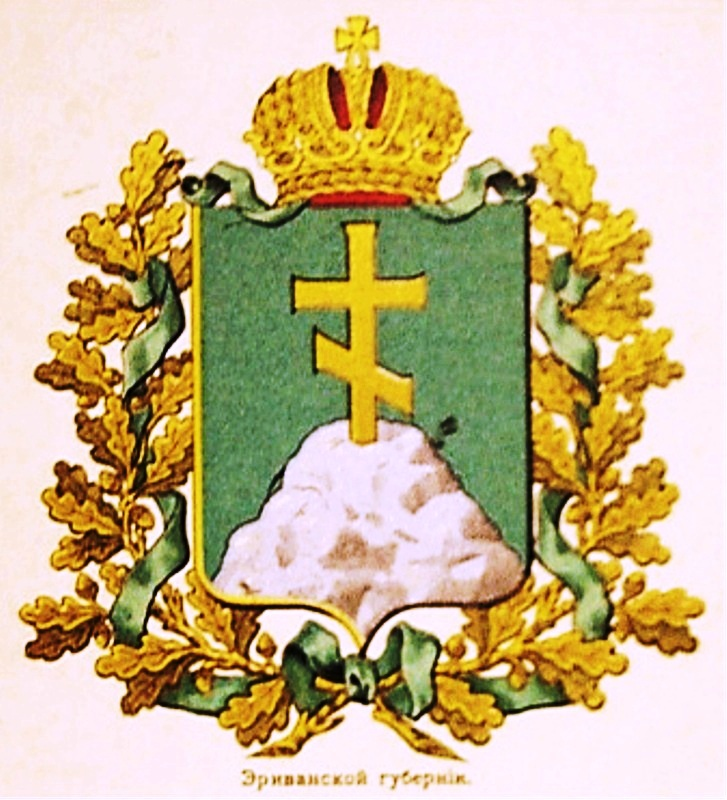
Znak Jerevanské gubernie (1878)
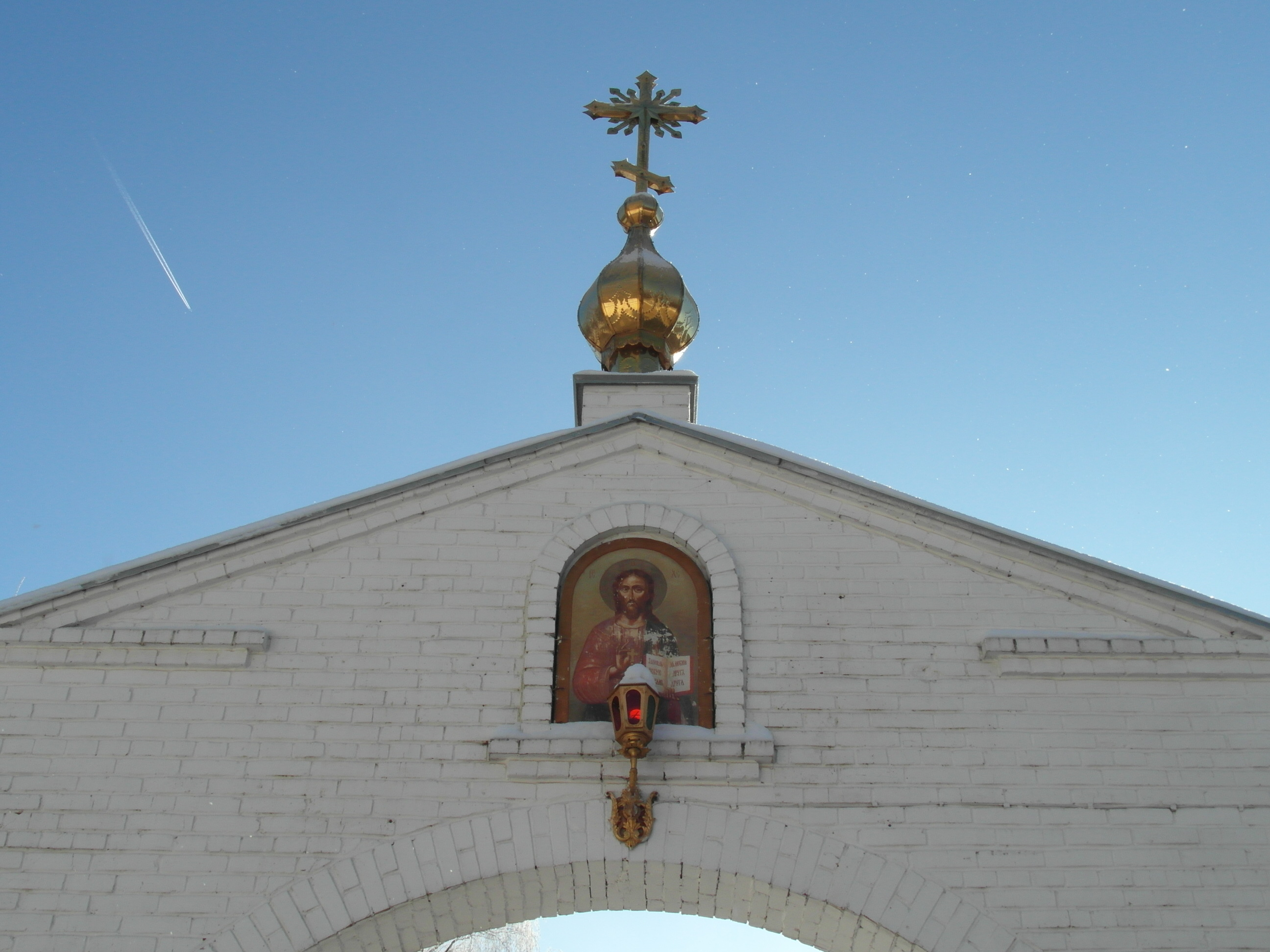
U vchodu do kláštera Nanebevzetí Panny Marie (Novomoskovsk, Rusko, 2014)
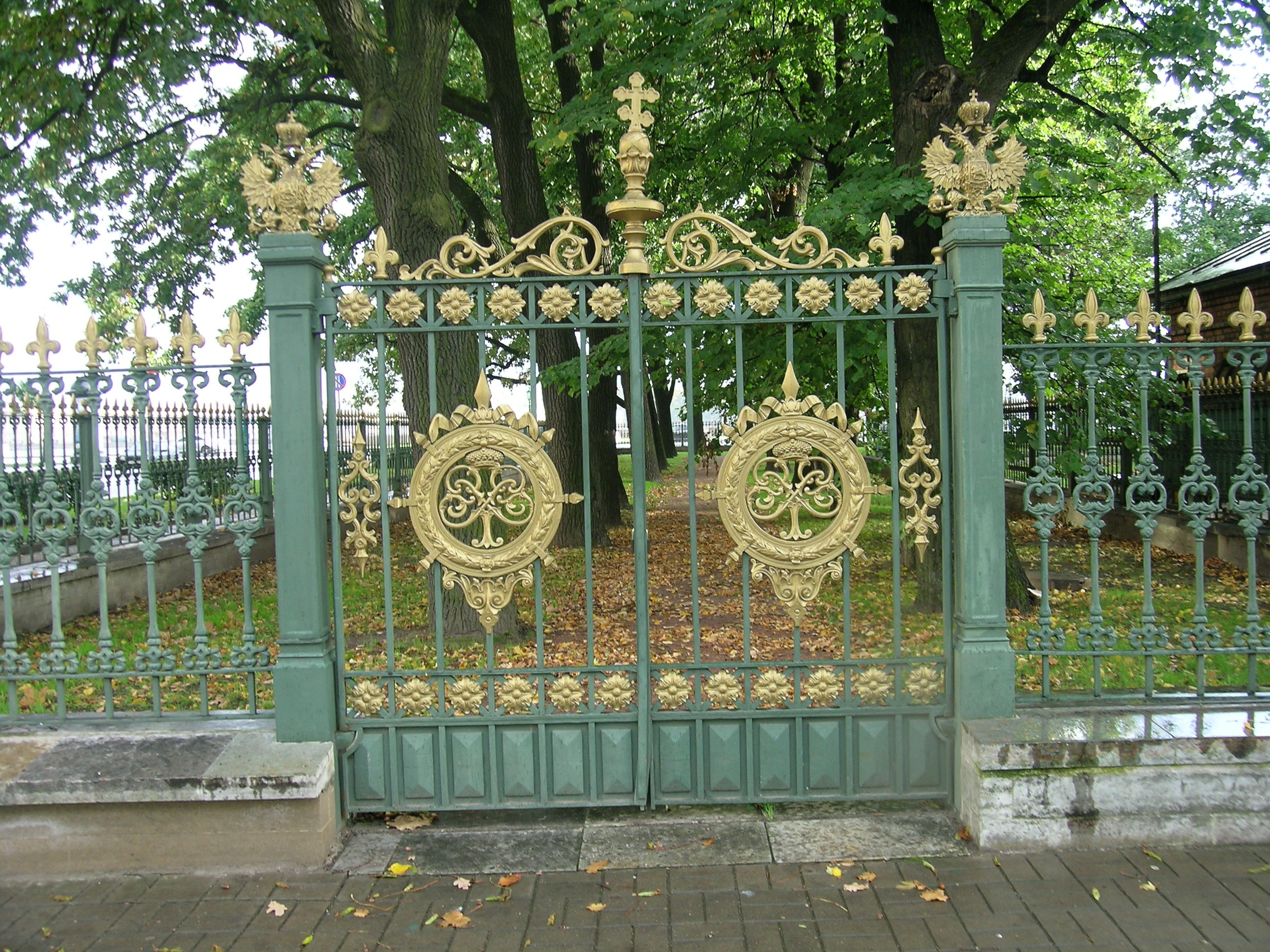
V Petrohradě (2010)